# Пирязев, Николай Семёнович
Николай Семёнович Пирязев (7 августа 1946, село Белые Колодези, Московская область — 27 мая 2008, Озёры, Московская область) — российский краевед, член Союза журналистов России, основатель литературно-исторического объединения «Озёрский летописец», автор книг и статей по краеведению Озёрского района.

## Вклад
С большим интересом Николай Семёнович занимался «разведкой» происхождения различных топонимов родного Озёрского края. Исследовал и происхождение самого названия города Озёры (изначально — деревни Озерки), выдвинув версию, что этимология слова связана вовсе не с наличием озёр в округе, а со словом «озирать». Детальные пояснения к этой гипотезе можно прочесть в труде Пирязева Н. С. «Мой город — зоркий» (газета «Заря», № 1, 2007 г., с. 4) (недоступная ссылка).
Именно благодаря усилиям Николая Пирязева жителей города Озёры начали называть озерчанами. Ранее существовало слово «озёрцы», которое особенно неудобно было применять в отношении женского населения. Если про мужчину можно было сказать «озёрец» (что не слишком благозвучно, но терпимо), то словоформа женского рода просто таки не употреблялась из-за её неуклюжести (озёрца? озёрка?).
Любовь к слову и трепетное к нему отношение побудило Пирязева Н. С. внести корректуру в столь важную лексику земляков. Обо всех перипетиях этой истории Николай Семёнович поведал читателям-землякам на страницах газеты «Заря» в статье «Как мы стали озерчанами» Архивная копия от 4 марта 2016 на Wayback Machine.

## Родители
Отец — Семён Иванович Пирязев (1923, с. Затворное Скопинского района Рязанской обл. — 2002, г. Озёры Московской обл.) — участник Великой Отечественной войны, с боями прошёл от Сталинграда до Вены. Был награждён медалями «За боевые заслуги», «За отвагу», орденом Славы III степени и др. С фронта вернулся по ранению. Работал в Озёрской городской газете «Заря», редактором многотиражки «Ленинец» совхоза «Емельяновка», был членом Союза журналистов России.
Мать — Зинаида Михайловна Пирязева (девичья фамилия Симонова; 1924, с. Белые Колодези Озёрского района Московской области — 2012, г. Озёры Московской обл.) — участник Великой Отечественной войны, награждена медалями «За оборону Москвы», «За доблестный труд в Великой Отечественной войне 1941—1945 гг.»

## Биография
Николай Семёнович Пирязев родился 7 августа 1946 года в селе Белые Колодези Озёрского района Московской области.
О своём детстве Николай Семёнович вспоминал так: «Вырос я в настоящей крестьянской избе, крытой соломой. Тогда на каждом доме были прибиты таблички-памятки о том, с чем хозяин должен бежать на пожар: кто с топором, кто с багром, кто с ведром. Отец мой работал бакенщиком. На Оке устанавливали бакены вдоль берегов, а ночью в них размещали керосиновые фонари, чтобы пароходы могли ходить по реке. Помню, как мне приходилось уговаривать отца, чтобы он взял меня с собой. Конечно, он не мог отказать единственному сыну, и мы в очередной раз отправлялись на лодке по Оке. Радости моей не было предела».
Интересен факт, что ещё в раннем детстве сформировался характер учёного-одиночки, исследующего всё единолично, не доверяющего полученные результаты никому, кроме самого себя. О своей асоциальности Николай Семёнович рассказывал так: «С детства, по-моему, я не признавал коллективизма и не любил, когда меня организовывают. Помню, как после двухдневного пребывания в детском саду мы с другом убежали оттуда. Я даже смог уговорить родителей, чтобы меня больше не водили в детсад».
В 1952 году его семья переехала в город Озёры Московской области, где Николай окончил среднюю школу и пошёл на работу слесарем, а после — электриком.
В 1967 году женился на Лидии Николаевне Гусевой, с которой вырастил, воспитал двух сыновей Андрея и Алексея.
С 1969 г., когда был вновь образован Озёрский район, работал старшим литредактором в редакции газеты «Заря».
В 1971—1973 гг. служил в рядах Советской Армии в Кубинке Московской области.
С 1975 года — член Союза журналистов России.
С 1978 года — работал редактором газеты «Текстильщик».
В 1980 году заочно окончил электромеханический факультет текстильного института в Москве.
Трудился машинистом водозаборной станции, активно занимался краеведением, работал лектором-экскурсоводом местного музея.
В 1994 году основал и возглавил литературно-историческое объединение «Озёрский летописец».
В 2003 году Николай Семёнович стал одним из серебряных лауреатов регионального конкурса в городе Коломна «Предания старины глубокой».
Умер 27 мая 2008 г., похоронен на Озёрском городском кладбище.
15 ноября 2018 г. на заседании озёрского Совета депутатов краеведу Николаю Семёновичу Пирязеву присвоено звание Почётного Гражданина Городского округа Озёры (посмертно).  Награда нашла героя Архивная копия от 21 марта 2019 на Wayback Machine

## Изданные книги
1. «Капли русской славы: героическое прошлое Озёрского края»[2] (книга написана в соавторстве с отцом, Семёном Ивановичем Пирязевым).
2. «Взрастила маршала Озёрская земля»[3] ― книга про Маршала бронетанковых войск, дважды Героя Советского Союза Михаила Ефимовича Катукова.
3. «Певец Приокского края»[4] ― новеллы про русского писателя Дмитрия Васильевича Григоровича.
4. «Седая старина сенницкая».[5]
5. Школьный учебник по краеведению «Озёрский край».[6]
6. Схема города Озёры и Озёрского района.[7]
7. Книга памяти Озёрского муниципального района Московской области[8] ― Н. С. Пирязев ― один из составителей и редакторов первого и второго дополненного изданий.
8. 8. 24.01.2019 года книга «Капли русской славы: героическое прошлое Озёрского края» была повторно переиздана в виду малого     тиража первой книги. http://ya-kraeved.ru/pereizdanie-knigi-n-s-piryazeva/ Архивная копия от 26 января 2019 на Wayback Machine

https://www.youtube.com/watch?time_continue=7&v=_XhilECXviA
Также Н. С. Пирязев ― автор и соавтор многих статей и брошюр по краеведению.

## Фильмы
Николай Семёнович участвовал в съёмке документального фильма «В краю зеркальных Озёр» Архивная копия от 21 сентября 2016 на Wayback Machine (режиссёр Владимир Кононенко, «Собор-фильм», 2006). Просмотр фильма даёт возможность увидеть, в какой манере Николай Семёнович проводил свои экскурсии, послушать из его уст легенды и истории из прошлого Озёрского края.
Н. С. Пирязев является соавтором сценария документального фильма «Тропа Григоровича» (недоступная ссылка), снятого озёрским фотографом и краеведом Максимом Муромским.

## Архив
В 2012 году вдова Николая Семёновича Лидия Николаевна Пирязева передала в архив Озёрского муниципального района личный архив Н. С. Пирязева в виде папок с документами и фотографиями, а также цифровых носителей с записями.